# 十羅刹女

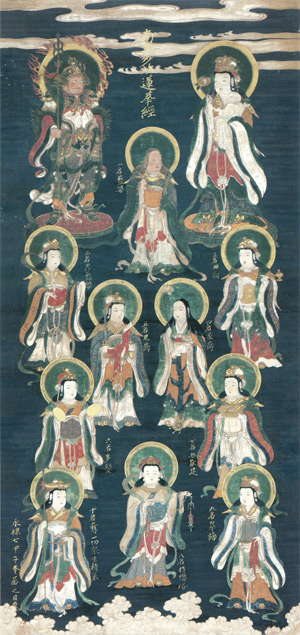
長谷川等伯（信春）『鬼子母神・十羅刹女画像』（1564年） 富山・大法寺蔵 重要文化財

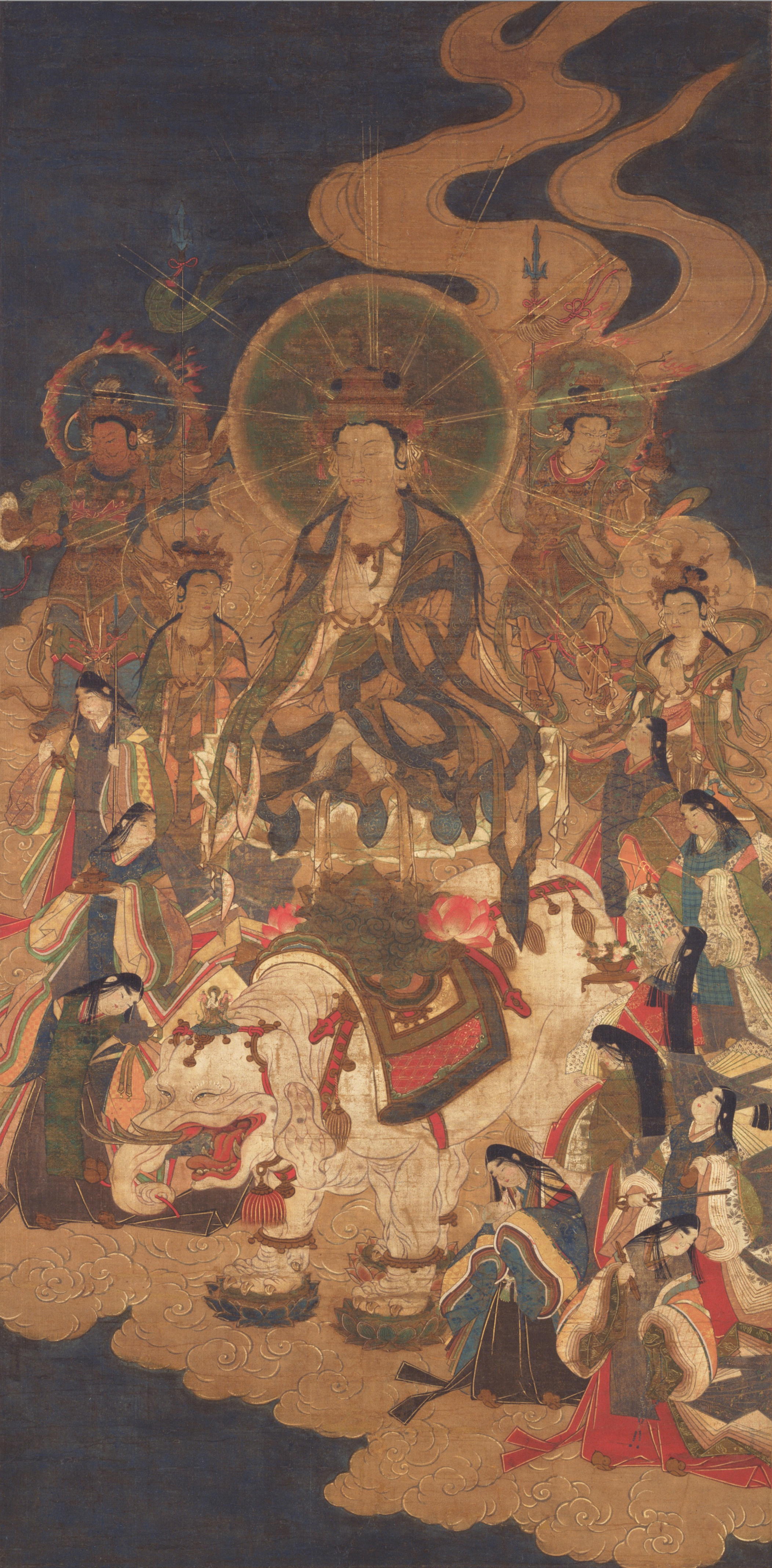
普賢十羅刹女像 奈良国立博物館蔵 鎌倉時代 重要文化財

十羅刹女（じゅうらせつにょ）は、仏教の天部における10人の女性の鬼神。鬼子母神と共に法華経を守護する諸天善神である。

## 概要
法華経陀羅尼品に登場する10柱の女性の鬼神である。なおこの10人の羅刹女には本地があるとされ、いくつかの説があるが、本文中は『妙法蓮華三昧秘密三摩耶経』の説を一例として出す。
1. 藍婆（らんば）[1]、梵: Lambā（ランバー）
衆生を束縛し殺害するので名づく。[要出典]本地は上行菩薩。
2. 毘藍婆（びらんば）[1]、梵: Vilambā（ヴィランバー）
衆生の和合を離脱せしめんとするので名づく。龍王の如く円満月なり、大海に向かうが如し。右手に風雲、左手に念珠を持つ。衣食は碧録。面色は白く、前に鏡台を立てている。[要出典]本地は無辺行菩薩。
3. 曲歯（こくし）[1]、梵: Kūṭadantī（クータダンティー）
歯牙が上下に曲がり甚だ畏怖すべきゆえに名づく。[要出典]本地は浄行菩薩。
4. 華歯（けし）[1]、梵: Puṣpadantī（プシュパダンティー）
歯牙が上下に鮮明に並んでいるため名づく。[要出典]本地は安立行菩薩。
5. 黒歯（こくし）[1]、梵: Makuṭadantī（マクタダンティー）
歯牙が黒く畏怖すべきゆえに名づく。[要出典]本地は釈迦如来。
6. 多髪（たほつ）[1]、梵: Keśinī（ケーシニー）
髪の毛が多いので名づく。[要出典]本地は普賢菩薩。
7. 無厭足（むえんぞく）[1]、梵: Acalā（アチャラー）
衆生を殺害しても厭わない、飽き足らないことから名づく。[要出典]本地は文殊師利菩薩。
8. 持瓔珞（じようらく）[1]、梵: Mālādhārī（マーラーダーリー）
手に瓔珞を持つため名づく。[要出典]本地は観世音菩薩。
9. 皐諦（こうたい）[1]、梵: Kuntī（クンティー）
天上と人間の世界を自在に往来するゆえに名づく。[要出典]法華十羅刹女法には、膝を立てて座り、右手に裳（も）、左手に独鈷を持つ。本地は弥勒菩薩。
10. 奪一切衆生精気（だついっさいしゅじょうしょうけ）[1]、梵: Sarvasattvojohārī（サルヴァサットヴォージョーハーリー）
一切の衆生の精気を奪うため名づく。[要出典]本地は多宝如来。

法華経では、これらの鬼神が釈迦から法華経の話を聞いて成仏できることを知り、法華経を所持し伝える者を守護することを誓っている。
羅刹女の名前と数は、上記とは異なる名前が登場する十大羅刹女もある。また八大羅刹女や十二大羅刹女、また孔雀経の七十二羅刹女といった名称がそれぞれ挙げられているが、法華経に見られる羅刹女の名称については法華経陀羅尼品以前の出所が不明であり、研究の対象になっている。
なお、梵本の法華経を日本語に訳した岩本裕によると、他の仏典にもラクシャシー（羅刹女）、あるいはヤクシニー（夜叉女）としてランバーなどの名も散見されると報告しており、（ランダムに列挙されたのみで）文化史的には特別な意義あるものではないという。

## 神仏習合

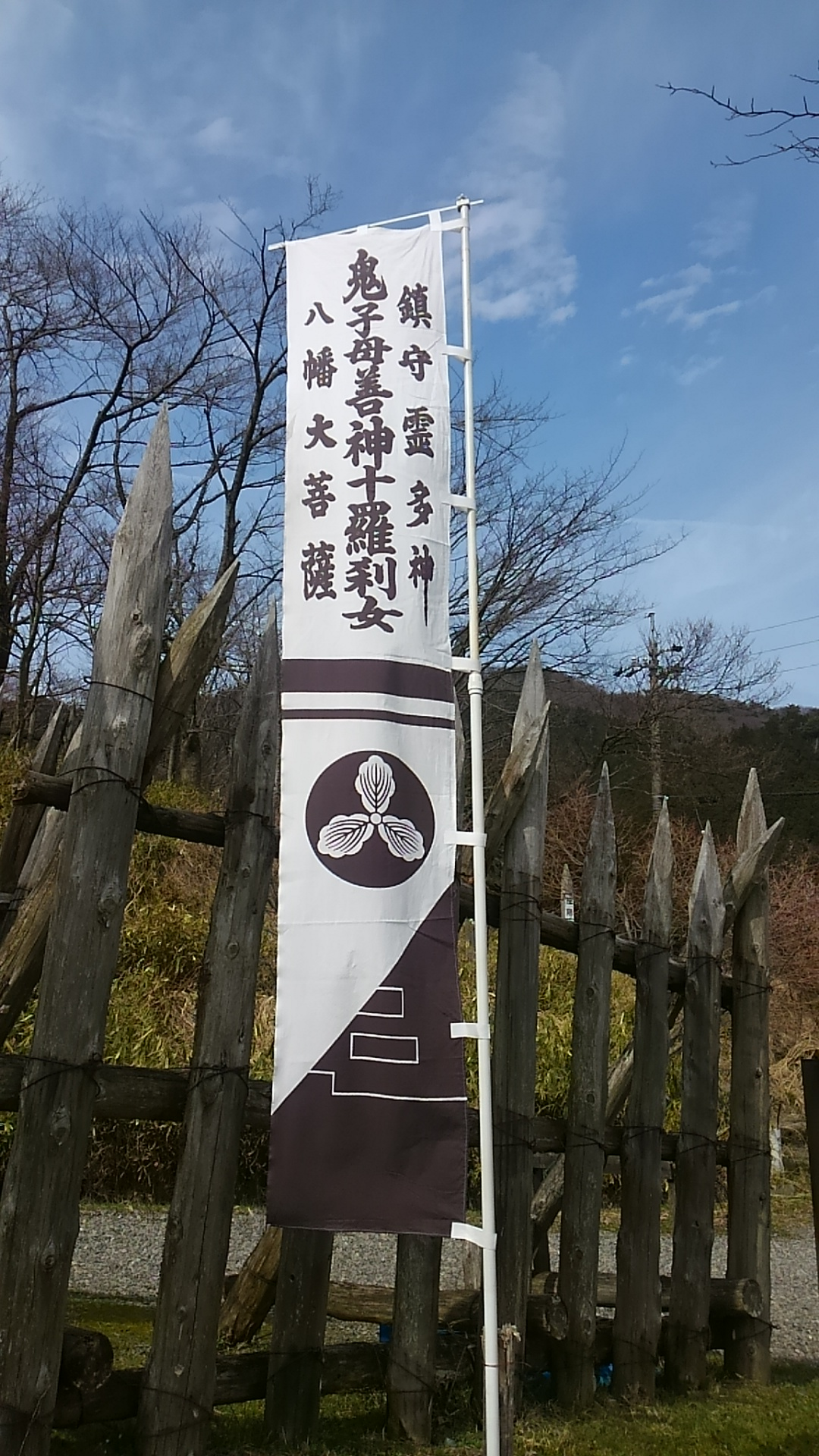
戦国武将島左近の軍旗

### 神楽
石見神楽の演目『十羅』では、仏教に登場する十柱の羅刹女ではなく、スサノオの末娘として神仏習合した形で十羅刹女が登場する。アマテラスとスサノオの誓約で生まれた三女神のうち三女タギツヒメの事とされる。粗筋は「彦羽根という鬼神が対馬に渡ろうとして大時化に遭い、生命からがらたどり着いた。十羅刹女は彦羽根に故国へ帰るよう説得するが、彦羽根は聞き入れず戦いとなる」といった内容である。また、島根県石見地方の伝説では十羅刹女を胸鉏比売命と神仏習合させたものがある。

### 謡曲
謡曲『大社』でも、神仏習合した十羅刹女が登場して舞を見せる。野上豊一郎／編『解註 謡曲全集 巻一』では「十羅刹女は元来恐るべき十人の鬼女であるが、俗説には素戔嗚尊が龍女と契を結んで生まれた娘であるという。」（405頁）と注釈している。

### 十羅刹女社
東京都の長崎神社（豊島区長崎1-9-4）は、神仏習合期においては「十羅刹女社」と称されたとされている。また、同練馬区の春日神社（練馬区春日町3-2-4）では別当寺だった寿福寺の敷地に十羅刹女神祠がある。

## 注・出典